# Краснопевцев Петро Іванович
Краснопевцев Петро Іванович  (1836 – 07 або 08.02 (26 чи 27.01).1865) – військовик, революціонер. З безмаєтної шляхти Київської губернії. Син лікаря. Освіту здобув у військово-навчальному закладі – петербурзькому Дворянському полку, 1854 випущений в армію Російської імперії прапорщиком. За власним бажанням направлений на Кримську війну 1853–1856, став героєм Севастопольської оборони 1854–1855, кавалером орденів св. Анни 4-го і 3-го ступенів, св. Станіслава 3-го класу. Після цього зі своєю частиною квартирував на Поділлі та Волині. Нелегально поширював видання Вільної російської друкарні.
На поч. 1860-х рр. – поручик артилер. дивізії, чл. таємної анти-урядової організації офіцерів рос. війська, розташованого в Царстві Польському (з девізом на печатці "Земля і воля"), приятель А.Потебні, один із анонімних авторів опублікованих 1862 у безцензурній пресі ("Колокол", 22 жовтня та 1 грудня; "Общее вече", 15 груд.) звернень до царського намісника вел. князя Костянтина Миколайовича (брата імператора Олександра II) та товаришів по службі на захист волелюбних прагнень (зокрема до держ. незалежності) польс. народу, обстоював право самовизначення "за всіма областями, злученими з Польщею спогадами минулого".
Репресований за участь у демонстративній панахиді 6 липня (24 червня) 1862 по страчених сподвижниках-конспіраторах Іванові Арнгольдту, Петру Сливицькому та Феліксу Ростковському. В адм. порядку підлягав висланню до піхоти, дислокованої в м. Веньов Тульської губ. (нині місто в Тульській обл., РФ), проте, будучи додатково звинуваченим за зневагу до начальства, залишився під домашнім арештом у Варшаві. Навесні 1863 зігнорував встановлений за ним офіц. дисциплінарний контроль ордонансгаузу, перейшов у підпілля.
Підтримав польське повстання 1863–1864 (псевд. – "Красновольський"). Виконував обов'язки командира загону на Підляшші, керував штабом при генералові "Круку" (М.Гейденрейхові-де-Генінзі). Відзначився поміж соратників як "людина надзвичайної відваги та військового хисту". Зазнав поранення, восени 1863 лікувався в Кракові. Затриманий австрійс. властями в Галичині, коли намагався формувати диверсійні підрозділи інсургентів із місц. солдатів. Перебував інтернованим у фортеці Оломоуц (нині місто в Чехії), звідки втік і через Прусське королівство повернувся до Польщі. По поразці повстання емігрував до Франції, бідував. Улітку 1864, за порадою О.Герцена, замешкав у Добруджі.
Невдовзі скінчив життя самогубством у м. Тулча (нині місто в Румунії).